# Tom's Diner
Tom's Diner è un singolo della cantautrice statunitense Suzanne Vega, pubblicato nel 1987 come terzo estratto dal secondo album in studio Solitude Standing.

## Descrizione
La canzone, nella sua versione originale a cappella, ossia per sola voce, è stata impiegata come standard di riferimento per la qualità della compressione MP3, facendole così acquisire il carattere distintivo di essere chiamata "la madre dell'MP3". Visto che è una canzone a cappella con relativamente poco riverbero, fu utilizzata come modello per l'algoritmo di compressione del suono di Karlheinz Brandeburg. Brandeburg ascoltò Tom's Diner alla radio, ne fu colpito e all'inizio credette che sarebbe stato "quasi impossibile comprimere questa calda voce a cappella".
Nel 1990 il duo britannico DNA ha realizzato un remix del brano, pubblicato nel luglio dello stesso anno dalla A&M Records e che ha raggiunto la seconda posizione della classifica britannica dei singoli. Il remix DNA della traccia fu così popolare che ispirò molte versioni cover, le migliori delle quali furono infine raccolte da Vega in un album chiamato Tom's Album.
La versione remixata di Tom's Diner fu più tardi campionata dall'artista hip hop Nikki D nel suo singolo Daddy's little girl. Il rapper Tupac Shakur campionò la traccia in Dopefiend's Diner.
Il 28 luglio 2012 Vega e la band The Soul Rebels condivisero il palco ed eseguirono assieme la performance di Tom's Diner all'inaugurazione del Boston Summer Arts Weekend a Copley Square.

## Tracce
7" (Germania Ovest, Giappone, Regno Unito)
- Lato A

1. Tom's Diner – 2:08

- Lato B

1. Left of Center – 3:32

CD singolo (Regno Unito), 10" (Regno Unito), 12" (Germania Ovest, Regno Unito, Spagna)
1. Tom's Diner – 2:08
2. Left of Center – 3:32
3. Tom's Diner (Live) – 2:30
4. Luka (Live) – 3:56

## Cover
Tom's Diner è stata reinterpretata e remixata da numerosi altri artisti, come ad esempio i Bingo Players. Molte di queste versioni sono state pubblicate nella raccolta Tom's Album; tra esse anche una dei R.E.M. pubblicata sotto uno pseudonimo.

### Versione di Giorgio Moroder
Nel 2015 Giorgio Moroder e Britney Spears hanno realizzato una loro reinterpretazione del brano presente nell'album di Moroder Déjà vu. Il 9 ottobre dello stesso anno è stato estratto come quarto singolo dal suddetto album, accompagnato da un lyric video.

#### Tracce
1. Tom's Diner – 3:32
2. Tom's Diner (Leu Leu Land Remix) – 2:58
3. Tom's Diner (Hibell Remix) – 3:17